# سونات شماره ۱۴ پیانو (بتهوون)
سونات پیانو شماره ۱۴ معروف به سونات مهتاب در دو دیِز مینور، اُپوس ۲۷ شمارهٔ ۲، یک سونات پیانو اثر لودویگ فان بتهوون است که در سال ۱۸۰۱ نوشته شده و تا امروز به‌عنوان یکی از مشهورترین قطعات پیانو در تاریخ موسیقی مطرح بوده‌است.

## تاریخچه
بتهوون این سونات را در سال ۱۸۰۱ نوشت و در سال ۱۸۰۲ منتشر کرد. مشهور است که بتهوون این سونات را به یک کُنتِسِ ۱۷سالهٔ اتریشیِ ایتالیایی‌الاصل به نام جولیتا گیچاردی، که شاگردش بود، تقدیم کرد. البته نام «مهتاب» را یکی از منتقدان موسیقی به نام لودویگ رِلْشْتاب، چند سال بعد از مرگِ آهنگساز، در سال ۱۸۳۲ به آن داد.
این سونات یکی از مشهورترین سونات‌های پیانو در بین آثار بتهوون است و برخی از منتقدان موسیقی طنین فزایندهٔ موومان اول سونات را مرتبط با عشق پنهانی بتهوون به کُنتِس جولیتا گویچاردی دانسته‌اند. در بخشی از کار بخش‌هایی پراکنده از موسیقی دون ژوان (Don Giovanni) موتسارت نیز دیده می‌شود (بخشی که در آن فرمانده به دست دون ژوان کشته می‌شود).

## موومان‌ها
این سونات پیانو از سه موومان (بخش) تشکیل شده‌است:
1. آداجو سُستِنوتو (Adagio sostenuto)
2. آلگرتو (Allegretto)
3. پرِستو آجیتاتو (Presto agitato)

تِم اصلی به‌کاررفته در موومان اولِ سونات با جزئیات کامل در موومان دوم تشریح شده و تِم موومان دوم نیز به نوبهٔ خود در آغاز موومان سوم به کار برده شده‌است.

### آداجو سُستِنوتو
این موومان از سه‌گانه با استفاده از حالت تأکیدی نت‌های ملودی و در ترکیب با بخش‌های دیگر اثر، یا مقایسه با آنها می‌تواند به نوعی احساس حضور در یک گورستان یا حتی قرار داشتن درون یک گور را برای شنونده تداعی کند. نوازنده می‌تواند با ظرافت کامل و حتی بدون استفاده از پدال پیانو این بخش را اجرا کند. در واقع تنظیم پیانو در این قسمت به نوعی شبیه تنظیم آهنگ برای سازهایی مانند گیتار است.

### آلگرتو
موومان دوم اثر بسیار کوتاه است و به‌نظر می‌رسد بیشتر برای ایجاد ارتباط بین بخش اول و سوم سونات و به عنوان یک پُل در نظر گرفته شده‌است تا یک موومان مستقل. احساس در این بخش پررنگ‌تر است و حالت متفکرانه بخش نخست، به تدریج ناپدید می‌شود و شنونده را برای پذیرش جنب و جوش بخش سوم آماده می‌نماید.

### پرِستو آجیتاتو
مدت‌زمان این بخش دوبرابر بخش‌های قبلی است و می‌توان آن را یک بیان نمایشی از طوفان دانست؛ طوفانی مهیب که احتمالاً حکایت از عشق دیوانه‌وار آهنگ‌ساز به کُنتِس جولیِتا و امید به ازدواج با او دارد.
در این موومان دو تِم متفاوت دیده می‌شود: نخست، یک تم تند و سریع که براساس به‌کارگیری نت‌های تأکیدی است و تم دوم که در مقابل آن دارای فرم بزمی‌تری است. این دو تم به طرز استادانه‌ای با یکدیگر ترکیب شده و یک طوفان احساسی را ایجاد کرده‌اند.

## نمونه‌های شنیداری
|  |  |  |
|  |  |  |

### نُت‌ها
- «نسخهٔ کاملِ پی‌دی‌افِ نُت‌های سونات مهتاب». پروژهٔ بین‌المللی کتابخانهٔ نُت‌های موسیقی (International Music Score Library Project: IMSLP) (مالکیت عمومی). بایگانی‌شده از اصلی در ۱۹ فوریه ۲۰۱۹. دریافت‌شده در ۱۹ فوریهٔ ۲۰۱۹.
- «نسخهٔ کامل پی‌دی‌افِ نُت‌های سونات مهتاب؛ نسخهٔ ریکوردی (Ricordi)». کتابخانهٔ موسیقیِ ویلیام و گِیل کوک در مدرسهٔ دانشگاهیِ موسیقیِ ایندیانا. دریافت‌شده در ۱۹ فوریهٔ ۲۰۱۹.
- «نسخهٔ کاملِ پی‌دی‌افِ نُت‌های سونات مهتاب» (PDF). گفتگوی هارمونیک. بایگانی‌شده از اصلی (PDF) در ۸ ژانویه ۲۰۱۳. دریافت‌شده در ۱۹ فوریهٔ ۲۰۱۹.